# Palais Epstein

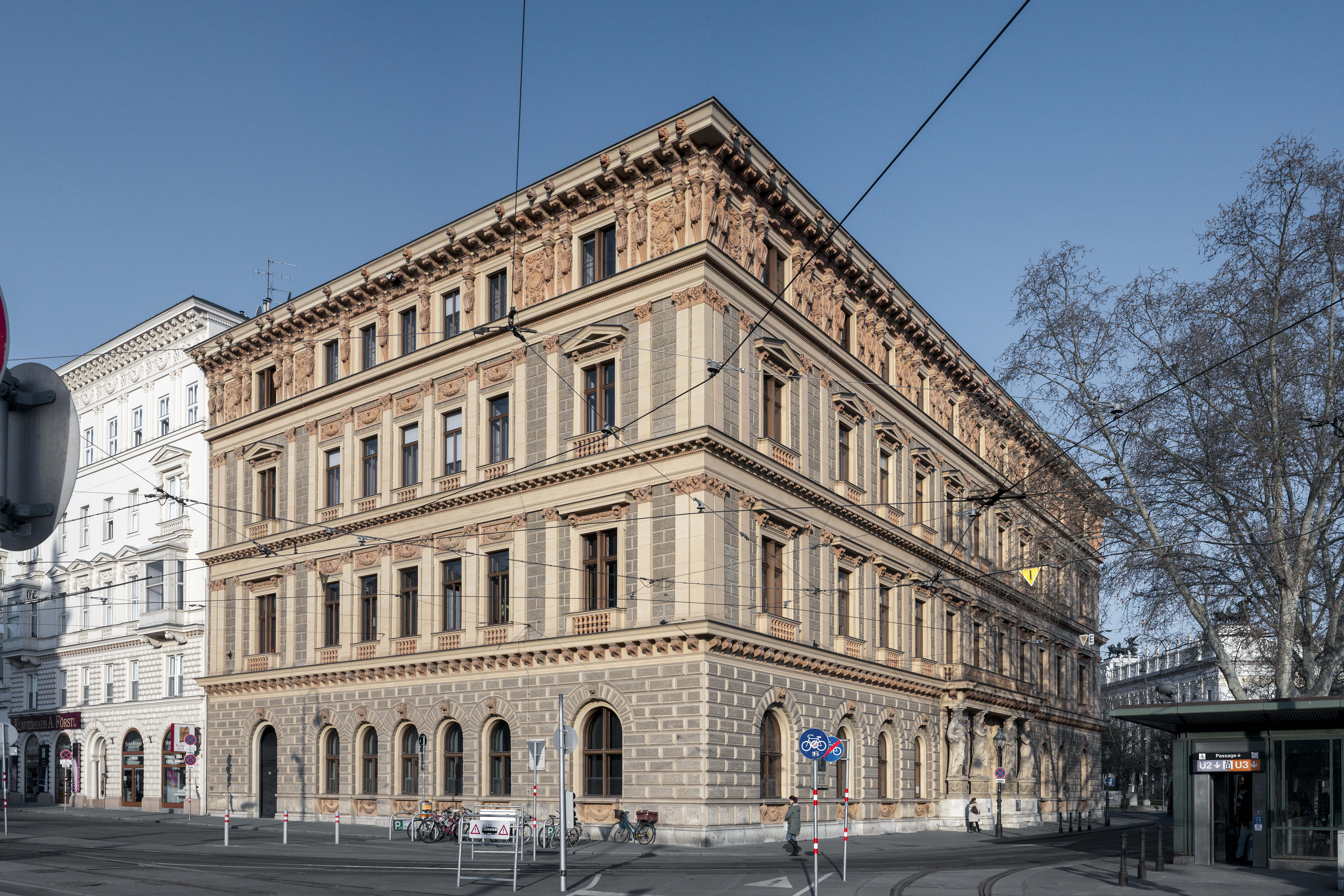
Palais Epstein, vom Ring (rechts) aus gesehen, links die Bellariastraße; um das Palais verläuft die Schleife der Straßenbahnlinien 46 und 49 und der Autobuslinie 48A, unter der Kreuzung im Vordergrund ein Abgang zur U-Bahn-Station Volkstheater der Linien U2 und U3

Das Palais Epstein in Wien von Gustav Ritter von Epstein wurde zwischen 1868 und 1871 im Stil des Historismus an der kurz zuvor angelegten Wiener Ringstraße errichtet und befindet sich zwischen dem Parlament, dem ehemaligen k.k. Reichsratsgebäude, und dem Naturhistorischen Museum am Dr.-Karl-Renner-Ring 1 (früher Burgring 9), Ecke Bellariastraße.

## Geschichte

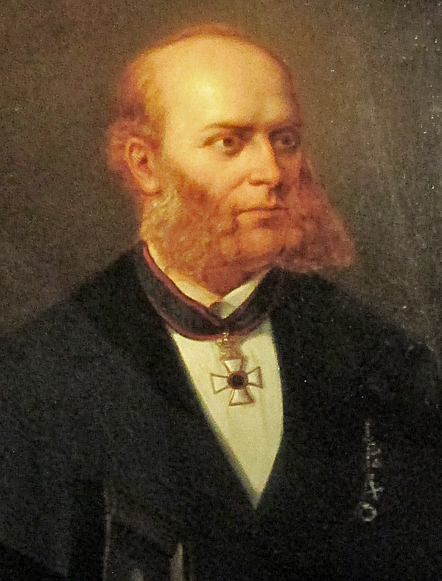
Gustav Ritter von Epstein, Gemälde eines unbekannten Künstlers um 1870

Im Auftrag des aus Prag stammenden jüdischen Bankiers Gustav Ritter von Epstein wurde das Palais Epstein vom dänischen Architekten Theophil von Hansen im historistischen Stil der Neorenaissance zwischen 1868 und 1871 gebaut. Als Bauleiter war der junge Otto Wagner tätig. Im Erdgeschoß wurden die Bankräume eingerichtet, in der darüber liegenden Beletage die prunkvollen Wohnräume der Familie Epstein mit Details wie in die Wände versenkbaren Schiebetüren zwischen den Salons. Auch die nicht marmorgetäfelten Teile der Stiegenhauswände haben eine Oberfläche aus Stucco Lustro (ein u. a. mit Wachs hergestellter Marmor täuschend imitierender Stuck mit einer Tradition über Venedig bis zum antiken Pompeji), der bis heute auch viele Räume des Reichsrats- bzw. Parlamentsgebäudes kennzeichnet. An Stelle des Palais hätte ursprünglich das Adelige Casino entstehen sollen, doch der hohe Preis verhinderte dieses Projekt. Das Grundstück war wegen seiner Einzellage zwischen Bellariastraße und Schmerlingplatz, gegenüber dem Volksgarten, und seiner Nähe zur Hofburg und anderen kaiserlichen Bauten das damals teuerste an der Ringstraße und nur für den Bankier finanzierbar.

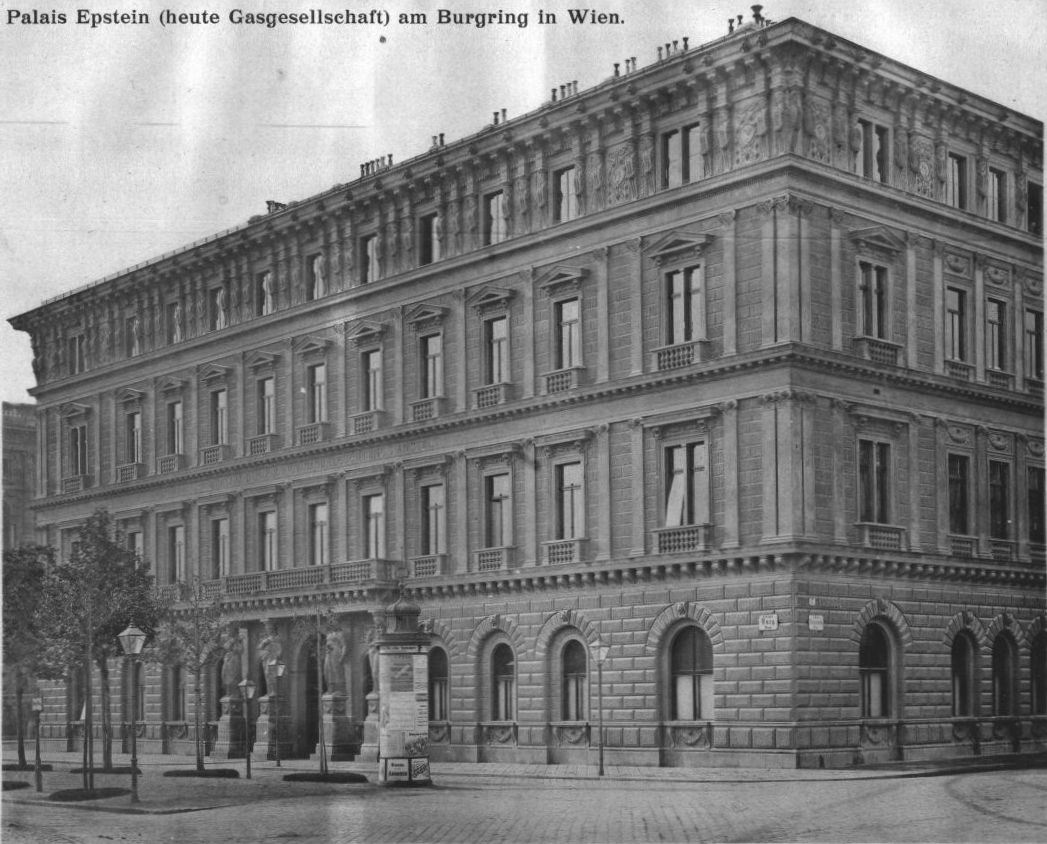
Palais Epstein um 1889

Als Folge des Börsenkrachs von 1873 musste Epstein sein Palais verkaufen, um den Konkurs der Bank abzuwenden. Gekauft wurde es 1876 von der Imperial Continental Gas Association, London, die in Wien Gaswerke und öffentliche Gasbeleuchtung betrieb und 1883 ihre Wiener Niederlassung ins Palais übersiedelte. Ihr Direktor Henry James Drory wohnte und arbeitete dann hier bis 1899.
1902 gelangte das Gebäude in Staatsbesitz (k.k. Ärar) und wurde Sitz des Verwaltungsgerichtshofs. 1922 musste dieser dem Stadtschulrat für Wien weichen, einer politisch vom Roten Wien dominierten Bundesbehörde, für die die Stadtverwaltung vom Bund einen Sitz möglichst nahe dem Wiener Rathaus verlangt hatte. Dazu wurde das Innere des Palais adaptiert, Wanddekorationen wurden dabei verdeckt und blieben so erhalten.
In der Zeit des Nationalsozialismus wurde das Palais Sitz des Bauamtes der Reichsstatthalterei. In dieser Zeit verlor das Gebäude sehr viel an noch vorhandenen jüdischen Einrichtungsgegenständen und Einbauten.
Nach dem Krieg wurde das Palais von der sowjetischen Besatzungsmacht als Zentralkommandantur verwendet. „Das Palais wurde zum Schauplatz blutiger Verhöre, vieler Selbstmorde Verzweifelter.“ (Brigitte Hamann). Nach einem Fenstersturz eines Arrestanten wurden die Fenster der Arrestzellen im dritten Stock vergittert. Die Wiener Polizei durfte das Gebäude bis 1955 nicht betreten.
Nach dem Staatsvertrag 1955 und dem Abzug der Besatzungsmächte wurde es im Studienjahr 1957/58 kurz als Dependance der Akademie für Musik und darstellende Kunst und danach wieder als Sitz des Stadtschulrats genutzt. Bevor dieser im Jahr 2000 auszog, schlug Leon Zelman, Leiter des Jewish Welcome Service Vienna, vor, das Palais auf Grund seiner wechselhaften, für Österreich nicht untypischen Benützergeschichte zum Haus der österreichischen Geschichte auszugestalten. Er hatte dabei vor allem die Geschichte des 19. und des 20. Jahrhunderts im Blick.
Im Jahr 1998 wurde das Gebäude von der Bundesimmobiliengesellschaft (BIG) gekauft und sollte an eine japanische Bank weiterverkauft werden. Der Initiative mehrerer Mitarbeiter und Funktionäre des österreichischen Parlaments ist es zu verdanken, dass dieses für das Palais Eigenbedarf anmeldete. Das Parlament litt nämlich unter großer Raumnot, aber der damalige Nationalratspräsident Heinz Fischer hatte wegen bevorstehender Nationalratswahlen Bedenken gegen den Ankauf teurer Immobilien. Nach einer umfassenden Renovierung durch die BIG, die insbesondere die Rückversetzung der Beletage in den Originalzustand beinhaltete, wird das Gebäude seit 2005 vom Parlament für Verwaltungstätigkeiten, Veranstaltungen, Konferenzen und Regierungsverhandlungen genutzt. Im Vorraum zu den Festsälen wird die Geschichte des Gebäudes durch Freskenreste und durch Funde aus der Zeit der Verwendung durch die sowjetische Besatzungsmacht (Zeitungsreste, Brieffragmente, Kassiber usw.) illustriert.

## Außengestaltung

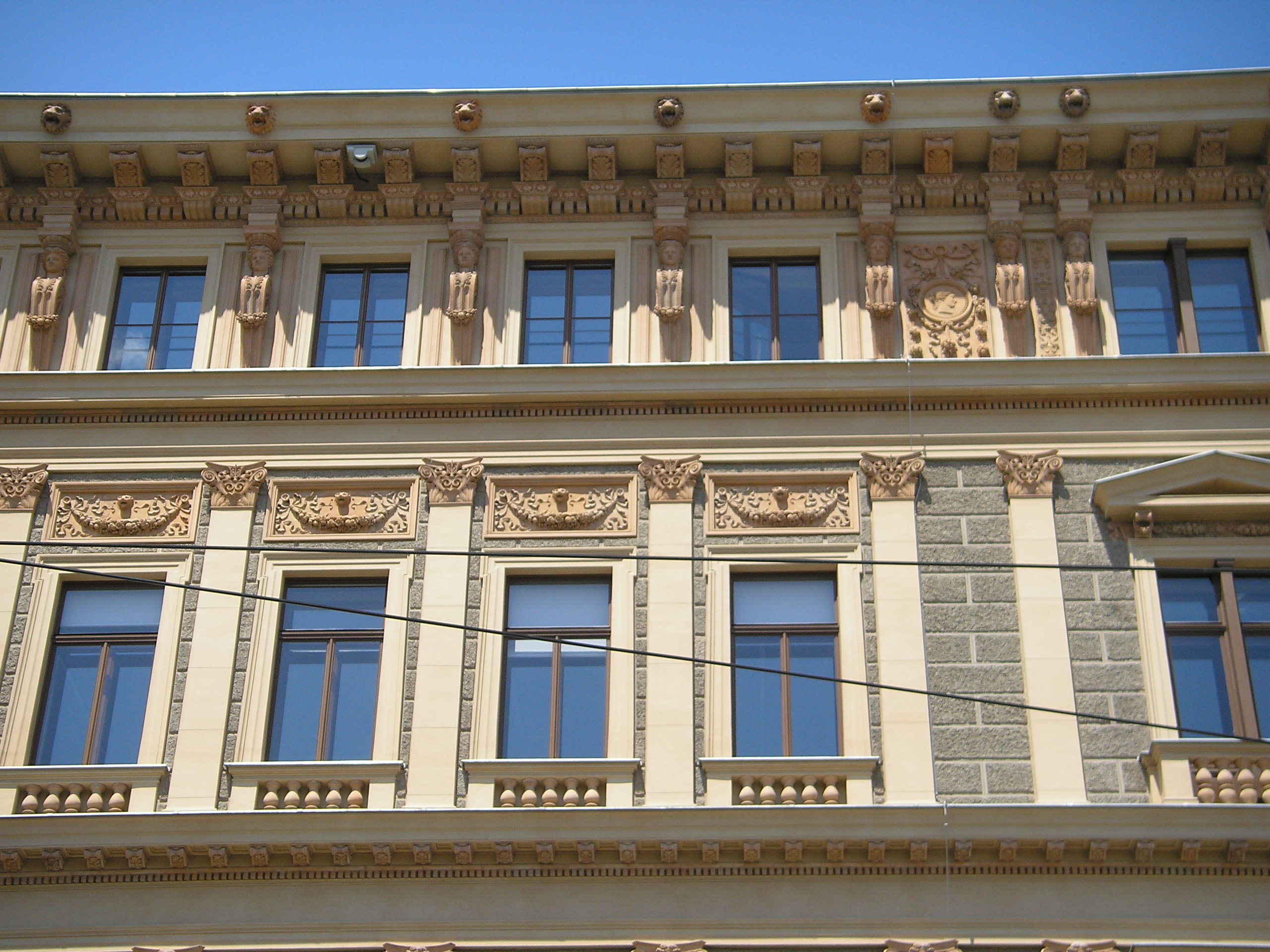
Fassaden-Details
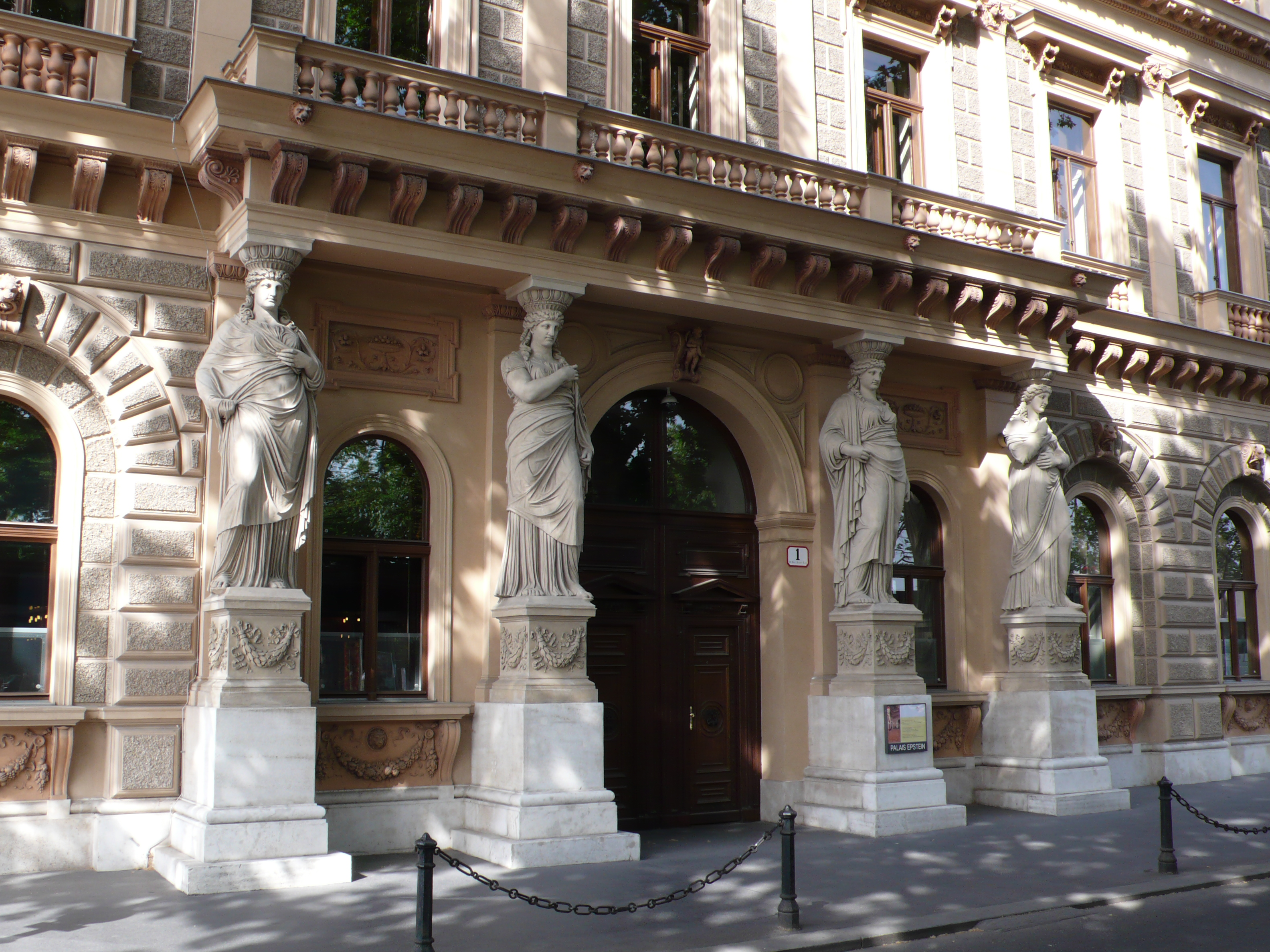
Karyatiden
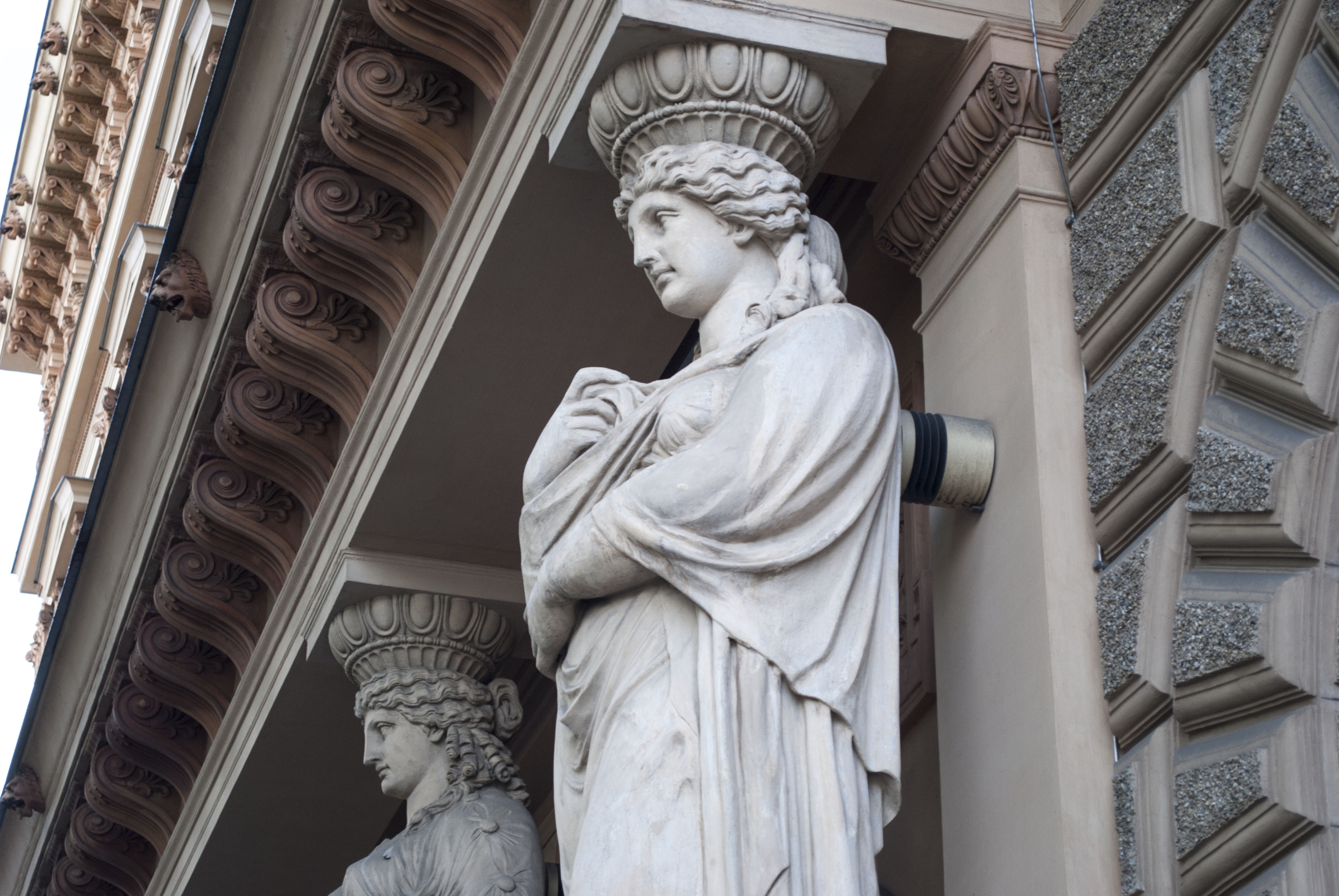
Karyatiden (Detailansicht)
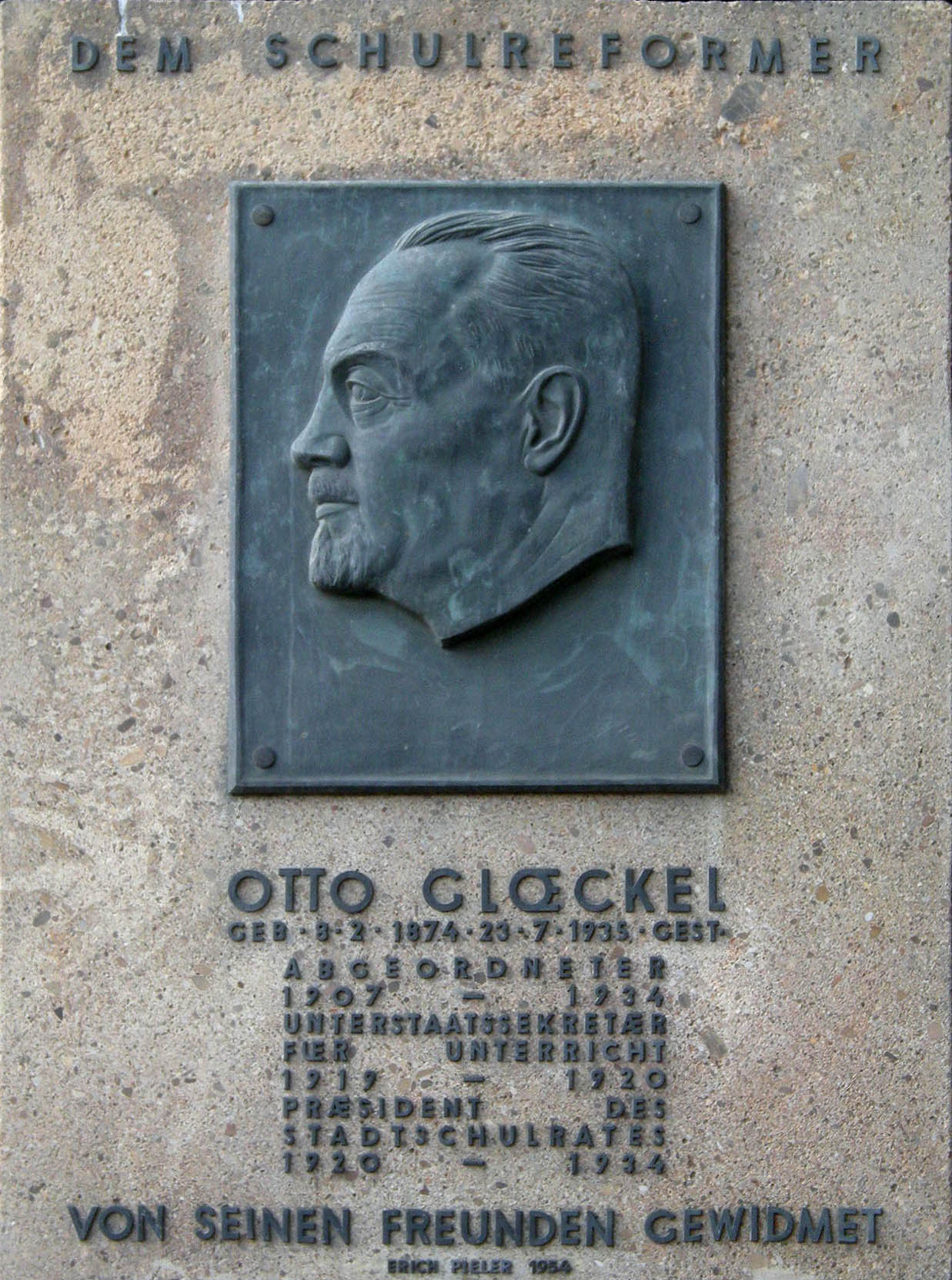
Glöckel-Gedenktafel
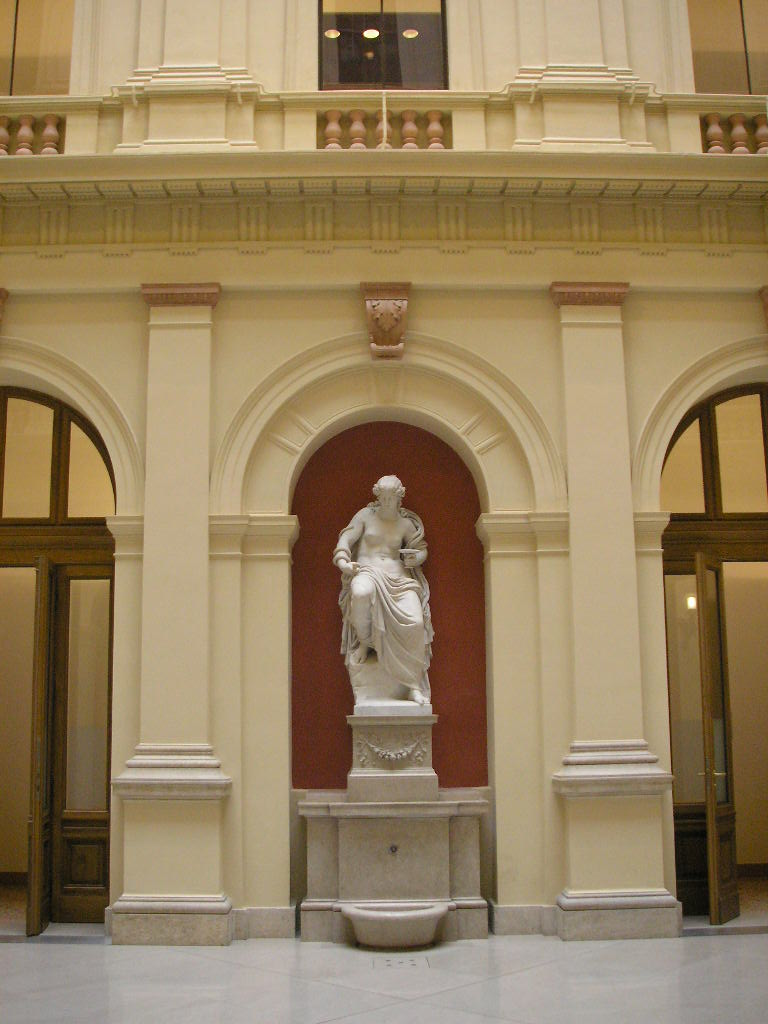
Hygieia-Figur im Innenhof

Der dreiseitig freistehende Baublock des Palais Epstein weist vier Geschoße auf. Die Fassade ist Formen der römischen Renaissance nachempfunden. Sie ist betont horizontal gegliedert. Über dem Hauptportal befindet sich ein Balkon, der von vier Karyatiden getragen wird, die 1871 von Vincenz Pilz geschaffen wurden. Straßenseitige Gedenktafeln erinnern an Karl und Charlotte Bühler, Otto Glöckel (mit einer Reliefbüste von Erich Pieler aus 1954), Leon Zelman sowie die sowjetische Zentralkommandantur. Der Innenhof ist glasgedeckt. In einer Ädikula im Hof steht eine Hygieia-Brunnenfigur von Vincenz Pilz aus dem Jahr 1871.

## Innenräume

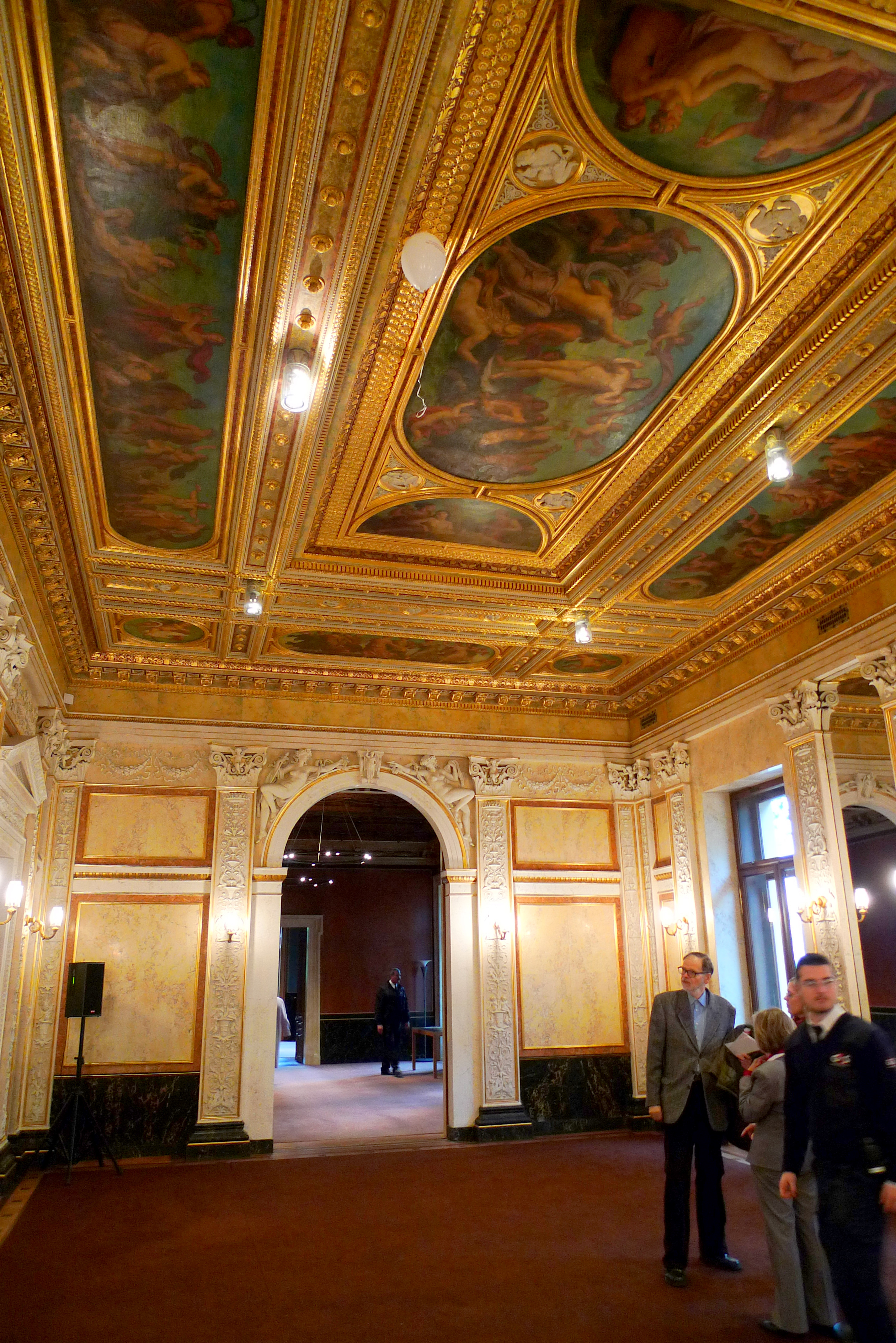
Fest- oder Tanzsaal

Das Vestibül des Palais führt rechter Hand zu einem einfach gestalteten Stiegenhaus und linker Hand zu einer üppig ausgestatteten, freitragenden Marmorstiege mit einer Kassettendecke.
In der Mitte der Beletage befindet sich der ehemalige Fest- oder Tanzsaal, der auf einen nicht ausgeführten Entwurf von Theophil von Hansen und Carl Rahl für das Schloss Oldenburg zurückgeht. Der Raum, der 1922 zu einem Verhandlungssaal umgestaltet wurde, ist ein Musterbeispiel für historistische Innenraumgestaltung. Die hellen Wände kontrastieren mit der dunklen, teilweise vergoldeten Kassettendecke. Die elf Gemälde nach Entwürfen von Carl Rahl auf der Kassettendecke stellen einen festlichen mythologischen Zyklus dar, mit der Geburt der Venus im ovalen Mittelfeld. Vom Bildhauer Franz Melnitzky stammen Darstellungen von Bacchantinnen. Anton Detoma entwarf Pilaster-Schäfte, die den Chorpfeilern der Kirche Santa Maria dei Miracoli in Venedig nachempfunden sind. 
Der an den Fest- oder Tanzsaal anschließende Wintergarten in der Beletage weist ebenfalls eine Kassettendecke auf. Im Fries ist eine Kopie des Alexanderzugs von Bertel Thorvaldsen zu sehen. Auf der Stuckkassettendecke im Empfangssalon in der Beletage befinden sich Gemälde von Christian Griepenkerl. Das Boudoir hinter dem Empfangssalon weist eine Stuckdecke mit Abgüssen der Vier-Jahreszeiten-Tondi von Bertel Thorvaldsen auf. Die Kassettendecke im Speisezimmer in der Beletage ist nach dem Vorbild jener von San Lorenzo fuori le mura in Rom und die Kassettendecke im an das Speisezimmer anschließenden Spielzimmer nach dem Vorbild jener von Santa Maria dei Miracoli in Venedig gestaltet.